# Дуб'яжин
Дуб'яжин (пол. Dubiażyn) — село в Польщі, у гміні Більську-Підляському Більського повіту Підляського воєводства. Населення — 239 осіб (2011).

## Історія
Уперше згадується в XVII столітті. У минулому було центром гміни.
У 1975—1998 роках село належало до Білостоцького воєводства.

## Демографія
Демографічна структура станом на 31 березня 2011 року:
|          | Загалом | Допрацездатний вік | Працездатний вік | Постпрацездатний вік |
| -------- | ------- | ------------------ | ---------------- | -------------------- |
| Чоловіки | 127     | 18                 | 66               | 43                   |
| Жінки    | 112     | 14                 | 40               | 58                   |
| Разом    | 239     | 32                 | 106              | 101                  |

## Культура
Діє фольклорний самодіяльний колектив «Родина».